# Marian Wodziański
Marian Wodziański (* 16. November 1901 in Kiew, Russisches Kaiserreich; † 21. Juli 1983 in Pittsburgh, Pennsylvania, Vereinigte Staaten) war ein polnischer Ruderer.

## Karriere
Marian Wodziański wurde 1927 mit dem Achter des AZS Warszawa polnischer Meister und gewann bei den Europameisterschaften in Como. Bei den Olympischen Spielen 1928 in Amsterdam gehörte Wodziański zur polnischen Besatzung, die in der Achter-Regatta im Viertelfinale ausschied. 